# Carex omiana
Carex omiana är en halvgräsart som beskrevs av Adrien René Franchet och Paul Amédée Ludovic Savatier. Carex omiana ingår i släktet starrar, och familjen halvgräs.

## Underarter
Arten delas in i följande underarter:
- C. o. monticola
- C. o. omiana
- C. o. yakushimana